# ヘロニモ・デラフエンテ
ヘロニモ・デラフエンテ（Jerónimo de la Fuente、1991年2月24日 - ）は、プロD2・USAペルピニャンに所属するラグビーユニオン選手。

## プロフィール
- アルゼンチン・ロサリオ出身。
- ポジションはセンター(CTB)。
- 身長 184cm、体重 95kg[1]
- アルゼンチン代表キャップは56（2021年1月現在）でラグビーワールドカップ2015・ラグビーワールドカップ2019のアルゼンチン代表に選ばれた[2]
- 7人制アルゼンチン代表に選ばれたことがある[3]。

## 略歴
パンパスXVを経て、2016年、ハグアレスに加入。 
2019年、ハグアレスの主将に就任した。 
2020年、USAペルピニャンに加入。 